# Croix de Bellevaux
La croix de Bellevaux est une croix de chemins située à Bellevaux, en France.

## Localisation
La croix est située dans le département français de la Haute-Savoie, sur la commune de Bellevaux. Elle est au sud de l'église. Elle marque jusqu'au XXe siècle l'entrée du cimetière paroissial.

## Description
La croix porte l'inscription « en 1590 par les nobles aïeux de Jes Lt Fc Bn de ce lieu et réédifiée par lui le 29 juin 1837 ». « Jes Lt Fc Bn » signifie Jules Laurent Féréric Baron.
Sur la partie avant est inscrit « Mgr P J Rey évêque d'Annecy accorde 4 jours d'indulgence à ceux qui diront 10 Pater et Ave devant cette croix mission de 1837 ».

## Historique
La croix a été édifiée en 1590 selon la date qui y figure.
L'édifice est inscrit au titre des monuments historiques en 1932.